# SN 1975L
SN 1975L – supernowa odkryta 8 sierpnia 1975 roku w galaktyce A010206+3131. W momencie odkrycia miała maksymalną jasność 18,00m.